# Elena Nobili
Elena Nobili (Firenze, 27 aprile 1833 – Firenze, 10 ottobre 1900) è stata una pittrice italiana.

## Biografia
Era la madre del pittore e scrittore fiorentino Riccardo Nobili (1859–1939). Una sua tela, dal titolo Reietti!, fu esposta a Torino nel 1884 e la Bonaccia fu presentata alla Promotrice di Firenze del 1884. Alla Esposizione Beatrice di Lavori al femminile, che si svolse al Calendimaggio fiorentino  del 1890, per le sue opere pittoriche Elena Nobili ottenne la medaglia d'argento che portava sul retro il giglio di Firenze.
Predilesse dipingere opere di genere - scene di interno familiare con bambini e le loro mamme, passeggiate campestri, ricorrenze festose o dolorose trascorse in famiglia - usando una tavolozza di tinte luminose e delicate e un linguaggio espressivo facile ed immediato. Fu notata ed apprezzata da Angelo de Gubernatis che la inserì nel suo Dizionario degli Artisti Italiani Viventi del 1889. La sua riscoperta e rivalutazione è di data recente.

### Altre opere
- Il piccolo piagnucolone, 1880
- Scena familiare, 1884–1884
- Una visita
- Aspettativa
- Settembre
- In campagna
- Burrasche coniugali
- Due novembre
- Spariti!
- Eccoli!
- Musica
- Prima del convegno
- Contrasti
- Figura del '700
- La caccia sui tetti